# الجرف (إب)
الجرف هي إحدى قرى الجمهورية اليمنية. وهي تتبع جغرافيًا لمحافظة إب. وإداريًا لمديرية السبرة. يبلغ تعداد سكانها 1857 نسمة حسب الإحصاء الذي جرى عام 2004.